# Augusto César (futebolista)
Augusto Pedro de Souza, mais conhecido como Augusto César (Brasília, 5 de novembro de 1968) é um ex-futebolista e treinador de futebol brasileiro que jogava como lateral-esquerdo. Atualmente está sem clube.

## Carreira
Estreou profissionalmente em 1987, aos 18 anos, no Gama, onde foi campeão do Campeonato Brasiliense de Futebol em 1990. Jogou ainda no Pires do Rio, em 1991, antes de assinar com o Goiás em 1992. Pelo Esmeraldino, disputou 52 jogos e balançou as redes 3 vezes, sendo tricampeão goiano entre 1994 e 1996, ano em que deixou o clube para defender a Portuguesa, substituindo Zé Roberto.
Na Lusa, jogou 124 vezes e, em 1999, foi contratado pelo Corinthians, sendo campeão brasileiro e do Mundial de Clubes da FIFA um ano depois. Ainda em 2000, foi dispensado e assinou com o Botafogo, ficando pouco tempo na equipe devido a problemas na documentação, antes de ir para o América Mineiro. Voltou ao Glorioso em 2001, participando de apenas 3 jogos.

## Carreira no Japão
Ainda em 2001, Augusto deixou o Botafogo para jogar no Kashima Antlers, permanecendo no clube de Ibaraki até 2002. Ele ainda teve uma bem-sucedida passagem pelo Kawasaki Frontale entre 2003 e 2005 (105 jogos e 10 gols), onde também atuou como meia-armador.

## Aposentadoria
Em 2006, voltou ao Brasil para atuar no Brasiliense, disputando a Série B. Na parte final da carreira, defendeu Gama, Paranoá e Brasília, onde se aposentou em 2009, aos 40 anos.

## Carreira como treinador
Pouco depois de deixar os gramados, Augusto permaneceu no Brasília em 2010, desta vez como técnico. Treinou também o Botafogo-DF e o Gama (2011), sendo contratado para treinar o Sub-20 do Goiás, chegando a ser técnico interino em 2015 após a demissão de Hélio dos Anjos. Após o fraco desempenho do Goiás na Copa São Paulo de Futebol Júnior, deixou o time em janeiro de 2016. No mesmo ano, foi técnico da equipe Sub-20 do Pires do Rio.
Após 1 ano e 8 meses sem treinar clubes, o ex-lateral voltou ao futebol em 2017 para comandar o Sobradinho. Em 2018 voltou ao Goiás para novamente ser o comandante das categorias de base, desta vez incorporando o nome César ao seu prenome. Antes da contratação do atacante Erik (que fora treinado pelo próprio Augusto nas categorias de base do Esmeraldino) em agosto do mesmo ano, afirmou que o jogador "não era um atacante de beirada", e sim como um atleta "centralizado" entre os zagueiros. Afirmou também que não estava surpreso com o bom início da passagem de Erik pelo clube carioca. Em novembro de 2020, após a demissão de Enderson Moreira, foi promovido ao comando do time principal na tentativa de salvar o Goiás do rebaixamento, mas não teve êxito. Ele ainda chegou a treinar o Esmeraldino em 2 partidas, ambas em 2021.
Voltou à ativa em 2022, comandando Nacional de Muriaé e Uruaçu. Ele ainda treinou o Morrinhos durante as 7 primeiras rodadas do Campeonato Goiano de 2023, quando a equipe chegou a vencer Grêmio Anápolis e Goiânia - as únicas vitórias do Morrinhos sob o comando do ex-lateral, que deixou o cargo em fevereiro de 2023.
Em agosto do mesmo ano, foi anunciado como técnico do Pires do Rio para a disputa da terceira divisão estadual.

## Títulos
Corinthians
- Campeonato Brasileiro: 1999
- Mundial de Clubes da FIFA: 2000

Kashima Antlers
- J1 League: 2001
- Copa da Liga Japonesa: 2002

Kawasaki Frontale
- J2 League: 2004